# Домалевская, Вицентина Антоновна
Вицентина Антоновна Домалевская (1907 год, с. Турово, Киевская губерния, Российская империя — 28 июня 1997, Алма-Ата, Казахстан) — колхозница, Герой Социалистического Труда (1948).

## Биография
Родилась в 1907 году в крестьянкой семье в селе Турово Киевская губерния (ныне — Барановский район Житомирской области).
В 1936 году переехала в Казахскую ССР, где стала работать звеньевой по сбору табака в колхозе имени Фрунзе Алма-Атинской области. В 1939 году была назначена звеньевой свекловодческого звена.
В 1947 году свекловодческое звено под руководством Вицентины Домалевской собрало с каждого гектара по 926,67 центнеров сахарной свеклы с участка площадью 2 гектара. За этот доблестный труд она была удостоена в 1948 году звания Героя Социалистического Труда.

### Семья
Муж — Домалевский Станислав Викентьевич, дети — Анна, Владимир, Людмила.

## Награды
- Герой Социалистического Труда (1948)
- Орден Ленина (1948)